# Sea sophronia
Pour les articles homonymes, voir SEA.
Sea
Genre
Espèce
Sea sophronia, unique représentant du genre Sea, est une espèce brésilienne de papillons de la famille des Nymphalidae.

## Classification
L'espèce Sea sophronia a été initialement classée dans le genre Vanessa sous le protonyme Vanessa sophronia Godart, 1823,.
En 1950, l'entomologiste britannique Hayward (1891-1972) crée le genre Sea pour l'y reclasser,.
Sea sophronia a pour synonyme :
- Cydbelis sophronia Godart, 1823[3]
- Vanessa sophronia Godart, 1823[1],[4]

## Étymologie
Le nom générique, Sea, est une dédicace à la Sociedad Entomológica Argentina (es) (S.E.A.).

## Publication originale
- Genre Sea :
  - (es) Kenneth J. Hayward, « Un nuevo género para Nymphalidae », Revista de la Sociedad Entomológica Argentina, Sociedad Entomológica Argentina (d), vol. 14, no 5,‎ 1950, p. 319-320 (ISSN 0373-5680 et 1851-7471, lire en ligne).
- Espèce Sea sophronia, sous le taxon Vanessa sophronia :
  - Godart, « Supplément - Espèces additionnelles ; Genre papillon », dans Latreille, Encyclopédie méthodique : Entomologie, ou, histoire naturelle des Crustacés, des Arachnides et des Insectes, vol. 9, Paris, Veuve Agasse, 1823, 828 p. (lire en ligne), p. 823.